# Караїмська музика
Караїмська музика — музика караїмів, тюркомовного народу, що сповідує караїмізм, традиційним місцем проживання якого здавна є Кримський півострів. Музична культура караїмів, в її світській сфері — споріднена музичним культурам народів Кримського півострова (кримські татари, кримські греки, кримські вірмени, кримчаки і т. ін.). У релігійній же сфері вона своєрідна і веде свій початок з біблійних традицій народу Ізраїлю.
Релігійна сфера призначена для богослужінь і являє собою:
- Уривки з Писання, об'єднані однією спільною тематикою або приурочені до певного випадку (свята, суботи), — канторський речитатив;
- Віршовані твори, покладені на музику, — співи. До них відносяться тігільлім (псалми), земірот (пісні), кинот (плачі), тохахот (осуд), таханунім (благання) тощо.

Мова богослужіння — це мова Писання (давньоєврейська). Вона не є народною мовою кримських караїмів, які розмовляють тюркською (караїмською) мовою, але обов'язкова для кожного віруючого, бо жоден переклад не може передати повного сенсу священної мови. Її фонетика і семантичний ряд відрізняються від таких в сучасній мові іврит і священній мові, прийнятій у євреїв-талмудистів.
Вид молитви зумовлює забарвлення мелодії, лад і характер ладової змінності. Крім того, існують ремарки - характеристики наспівів: «нігуни галут» (мелодія вигнання, полону, потреби), «кол рам» (голос піднесений), «бенігун нае» (з красивою мелодією). Для позначення опорних тонів, пауз, стрибків і напрямки руху мелодії використовуються «таамім» (знаки оголосу), які вписані зверху й знизу тексту молитов.